# Universität für den Frieden
Die Universität für den Frieden (spanisch Universidad para la Paz, englisch University for Peace; kurz: UPAZ bzw. UPEACE) ist eine Universität der Vereinten Nationen in Costa Rica.

## Geschichte
Die Universität für den Frieden wurde am 17. Dezember 1980 durch die Resolution 35/55 der Vereinten Nationen gegründet. Ihr Zweck ist, eine Bildungsstätte zu sein, die um „Toleranz und Friedliche Koexistenz“ wirbt.

## Campus

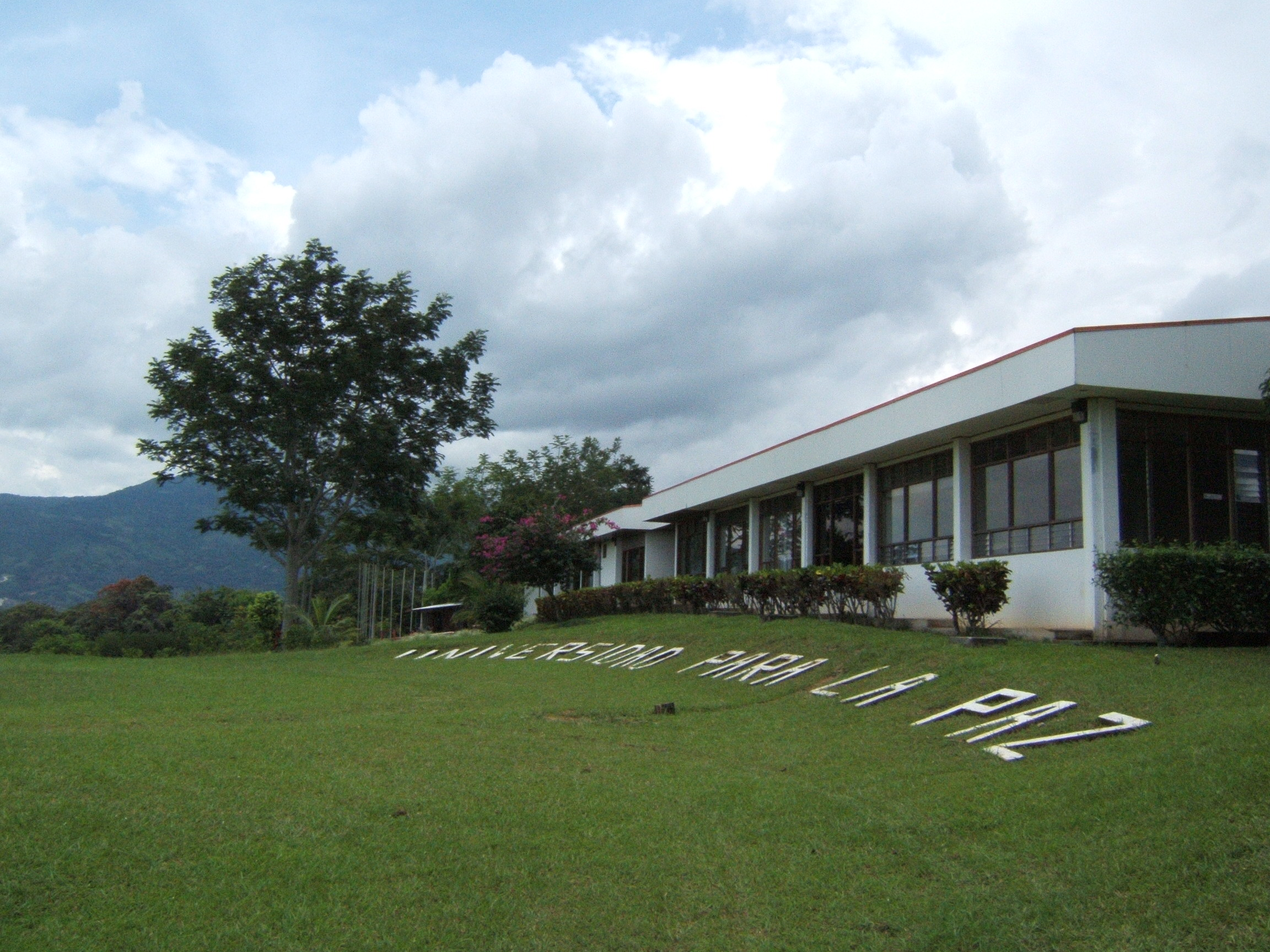
Die Universität für den Frieden, 2006

Der Hauptcampus der Universität für den Frieden befindet sich etwa 20 Kilometer westlich der Hauptstadt Costa Ricas, San José.

## Fakultäten
- Fakultät für Friedens- und Konfliktforschung
- Fakultät für Umwelt und Entwicklung
- Fakultät für Völkerrecht

## Persönlichkeiten
- Julia Marton-Lefèvre (* 1946), ehemalige Rektorin